# リン・バーク
リン・バーク（英: Lynn Burke、1943年3月22日 - ）は、アメリカ合衆国の競泳選手。
1960年のローマオリンピックで、100m背泳ぎと4×100mメドレーリレーで金メダルを獲得した。